# Titularbistum Altava
Altava ist ein Titularbistum der römisch-katholischen Kirche.
Es geht zurück auf ein untergegangenes Bistum der antiken Stadt Altava in der römischen Provinz Mauretania Caesariensis.
| Titularbischöfe von Altava |                            |                                                                               |                    |                   |
| Nr.                        | Name                       | Amt                                                                           | von                | bis               |
| 1                          | Ambrose Kelly CSSp         | Apostolischer Vikar von Sierra Leone (Britisch-Westafrika)                    | 18. Mai 1937       | 18. April 1950    |
| 2                          | José Varani                | Koadjutorbischof von Jaboticabal (Brasilien)                                  | 27. August 1950    | 7. Februar 1961   |
| 3                          | Albert Malbois             | Weihbischof in Versailles (Frankreich)                                        | 9. März 1961       | 9. Oktober 1966   |
| 4                          | Alfred Bertram Leverman    | emeritierter Bischof von Saint John, New Brunswick (Kanada)                   | 7. September 1968  | 23. November 1970 |
| 5                          | Pedro Casaldáliga CMF      | Prälat von São Félix (Brasilien)                                              | 27. August 1971    | 26. Mai 1978      |
| 6                          | Adam Dyczkowski            | Weihbischof in Breslau Weihbischof in Legnica (Polen)                         | 19. September 1978 | 17. Juli 1993     |
| 7                          | Reinaldo del Prette Lissot | Weihbischof in Valencia en Venezuela (Venezuela)                              | 24. Dezember 1993  | 24. April 1997    |
| 8                          | Émile Destombes MEP        | Apostolischer Koadjutorvikar, Apostolischer Vikar von Phnom Penh (Kambodscha) | 14. April 1997     | 28. Januar 2016   |
| 9                          | José Albuquerque de Araújo | Weihbischof in Manaus (Brasilien)                                             | 16. März 2016      | 21. Dezember 2022 |
| 10                         | Paolo Andreolli SX         | Weihbischof in Belém do Pará (Brasilien)                                      | 1. Februar 2023    |                   |